# Trichopeltarion intesi
Trichopeltarion intesi is een krabbensoort uit de familie van de Trichopeltariidae. De wetenschappelijke naam van de soort is voor het eerst geldig gepubliceerd in 1981 door Crosnier.